# Nemes család (behárfalvi)
A behárfalvi Nemes család egy a XIII. század végéről származó magyar nemesi család.

## Története
A család az egykori Liptó vármegyéből származik. 1394-ben Ivánka fia, István és Behár fia, János felmutatták a Behárfalun fekvő birtokukra szóló 1283-ban IV. László által kiadott adománylevelüket. Az 1754-55-ös nemesi összeíráskor Hontban Mátyás, Liptóban pedig Mátyás, György és Ferenc igazolták nemességüket. A családtagok közül Lőrinc Ung vármegye alispánságát viselte 1828-ban, de nem sokáig lehetett alispán, mert 1831-ben sajnos meghalt. Márton és Ajtics-Horváth Éva fia volt az a Márton, aki 1752-ben a nógrádi Kövesden született. 1777-ben Jéna városában tanult egyetemen, majd 1783-ban Libercse község evangélikus lelkésze lett.